# پالی سمسون
پالی سامسون (به انگلیسی: Polly Samson؛ زادهٔ ۲۹ آوریل ۱۹۶۲) ترانه‌سرا، رمان‌نویس، روزنامه‌نگار و همسر دیوید گیلمور، خواننده و آهنگساز گروه موسیقی پینک فلوید است. او که از مادری چینی به دنیا آمده، در جریان تورهای آلبوم پینک فلوید در سال ۱۹۹۴ با گیلمور ازدواج کرد.
سامسون در سرایندگی هفت ترانه از یازده ترانهٔ آلبوم ناقوس جدایی پینک فلوید همکاری کرده تا به همراه کلر توری تنها زنانی باشند که در ساخت آهنگ‌های پینک فلوید مشارکت دارند. او اشعار آلبوم در یک جزیره دیوید گیلمور در سال ۲۰۰۶ را نیز سروده و در قسمت پیانو و آواز نیز به عنوان مهمان مشارکت کرد.
حاصل ازدواج او و گیلمور سه فرزند است، پسرش چارلی که حاصل ازدواج نخستش است، توسط گیلمور به فرزندی پذیرفته شد.

## آثار
- Lying in Bed – Virago Press Ltd, 2000; شابک ‎۱-۸۶۰۴۹-۶۶۷-۹
- Out of the Picture – Virago Press Ltd, 2001; شابک ‎۱-۸۶۰۴۹-۸۶۴-۷
- Perfect Lives – Virago Press Ltd, 2010; شابک ‎۱-۸۶۰۴۹-۹۹۲-۹
- The Kindness – Bloomsbury Publishing, 2015; شابک ‎۹۷۸–۱۶۳۲۸۶۰۶۷۵
- A Theatre For Dreamers – Bloomsbury Circus, 2020; شابک ‎۹۷۸–۱۵۲۶۶۰۰۵۵۴